# Münsterland
Das Münsterland ist eine Region im nordwestlichen Westfalen im Land Nordrhein-Westfalen. Zentrum des Münsterlandes ist die namensgebende Großstadt und ehemalige Provinzialhauptstadt Westfalens, Münster. Je nachdem, ob in historischem, naturräumlichem, gesellschaftlichem oder politischem Kontext betrachtet, lässt es sich unterschiedlich eingrenzen. Der Landschaftsübergang zum Teutoburger Wald im Nordosten, der Flusslauf der Lippe im Süden und die (politische) Staatsgrenze zu den Niederlanden im (Nord-)Westen werden zumeist als äußere Grenzen angesehen.
Als historische Region steht das Münsterland in der Tradition des Hochstifts Münster, des früheren weltlichen Herrschaftsgebietes der Münsteraner Bischöfe. Daneben werden als politische Region Münsterland die Kreise Borken, Coesfeld, Steinfurt, Warendorf und das kreisfreie Münster zusammengefasst, deren Zusammenarbeit und gemeinsame Aktivitäten oft unter diesem Begriff firmieren. Landschaftlich gehört das Münsterland zur Westfälischen Bucht.
Das Regionalbewusstsein der Bevölkerung ist stark ausgeprägt und orientiert sich dabei gesellschaftlich eher an den abweichenden historischen Grenzen. Verbindend wirken neben der langen gemeinsamen Geschichte vor allem das vorherrschende katholische Bekenntnis und die niederdeutsche Sprache in den Formen des Münsterländer Platts und des Westmünsterländer Sandplatts. Demgegenüber stehen das traditionell eher evangelische Bekenntnis im Tecklenburger Land und sein aus dem Ostwestfälischen hervorgegangenes Tecklenburger Platt, das den osnabrückischen Dialekten ähnelt.
Die meist ländliche Struktur sowie besondere kulturlandschaftliche Merkmale, etwa das vielerorts parkartige Landschaftsbild und die zahlreichen Wasserburgen, stellen weitere regionale Eigenheiten dar. Es besteht eine starke Ausrichtung auf Münster, das in kultureller, geistiger und wirtschaftlicher Hinsicht seit jeher den beherrschenden Mittelpunkt bildet.
Von dem um Münster gelegenen Münsterland zu unterscheiden ist das in Niedersachsen gelegene Oldenburger Münsterland, welches im Hochmittelalter durch das Hochstift Münster erworben wurde und heute noch Teil des Bistums Münster ist. Das Oberverwaltungsgericht für das Land Nordrhein-Westfalen stellte im November 2017 fest, dass auf dem Wochenmarkt in Münster die Herkunftsbezeichnung „Münsterland“ für Produkte aus dem Oldenburger Münsterland unzulässig sei.
Laut dem Glücksatlas von 2022 wiesen die Bewohner der Region die höchste Lebenszufriedenheit in Deutschland auf.

## Geographie

Die Region Münsterland in Nordrhein-Westfalen

Die Grenzen des Münsterlands sind nicht eindeutig festzulegen, da dabei wahlweise geschichtlich-kulturelle oder naturräumliche Gesichtspunkte oder aber die aktuelle Verwaltungseinteilung zugrunde gelegt werden können. Neben einem recht großen, unzweifelhaft dazugehörigen Kernraum bestehen im Norden, Osten und Süden Übergangszonen, die je nach Zusammenhang entweder zum Münsterland oder zu den umliegenden Regionen gerechnet werden.

### Geologie
Die Geologie des Münsterlandes ist im Zusammenhang mit der Geologie der gesamten Westfälischen Bucht einschließlich der begrenzenden Randgebirge zu sehen. Sie lässt sich rund 400 Millionen Jahre bis ins Erdaltertum zurückverfolgen. Damals war das Münsterland Sedimentationsgebiet eines urzeitlichen Meeres. Die 1961/62 bei Billerbeck in den Baumbergen durchgeführte Bohrung Münsterland 1, seinerzeit die tiefste in Europa, stieß in einer Tiefe von mehr als 5500 Metern auf die ersten devonischen Schichten (ca. 420–359 mya). Darüber befinden sich die Schichten der Karbonzeit (359–299 mya), aus denen im Ibbenbürener Revier noch bis 2018 Steinkohle gefördert wurde, die aber ansonsten so tief im Untergrund des Münsterlandes verborgen liegen, dass ein Abbau nie in Frage kam. Aus den anschließenden Zeitaltern von Perm, Trias und des Jura gibt es im Münsterland keine Ablagerungen, denn für rund 200 Millionen Jahre war es festländisch und damit Abtragungsgebiet. Während der Kreidezeit senkte sich das Gebiet des heutigen Münsterlandes, das Meer brach in die entstehende Senke bis an den Rand des Sauerlandes ein, und die Struktur der Westfälischen Bucht bildete sich heraus. Während dieser Epoche sedimentierten im Kreidemeer mächtige Schichten. Baumberger, Osning- und Bentheimer Sandstein sind ebenso kreidezeitliche Relikte wie die Halterner Sande, die im Südwesten des Münsterlandes zurückblieben und für die Trinkwasserversorgung des Ruhrgebietes von großer Bedeutung sind. Überall in der Westfälischen Bucht sind kreidezeitliche Sedimente zu finden. Man spricht daher auch vom Münsterländer Kreidebecken bzw. von der Westfälischen Oberkreidemulde. Am Ende der Kreidezeit (139–66 mya) wurde das Münsterland wieder Teil des Festlandes und ist es seitdem ununterbrochen geblieben. Im anschließenden Tertiär (65–2,6 mya) wurden die Baumberge und Beckumer Berge infolge Reliefumkehr herausmodelliert. Ablagerungen aus dieser Zeit gibt es im Münsterland nur im Übergangsbereich zum niederrheinischen Tiefland.

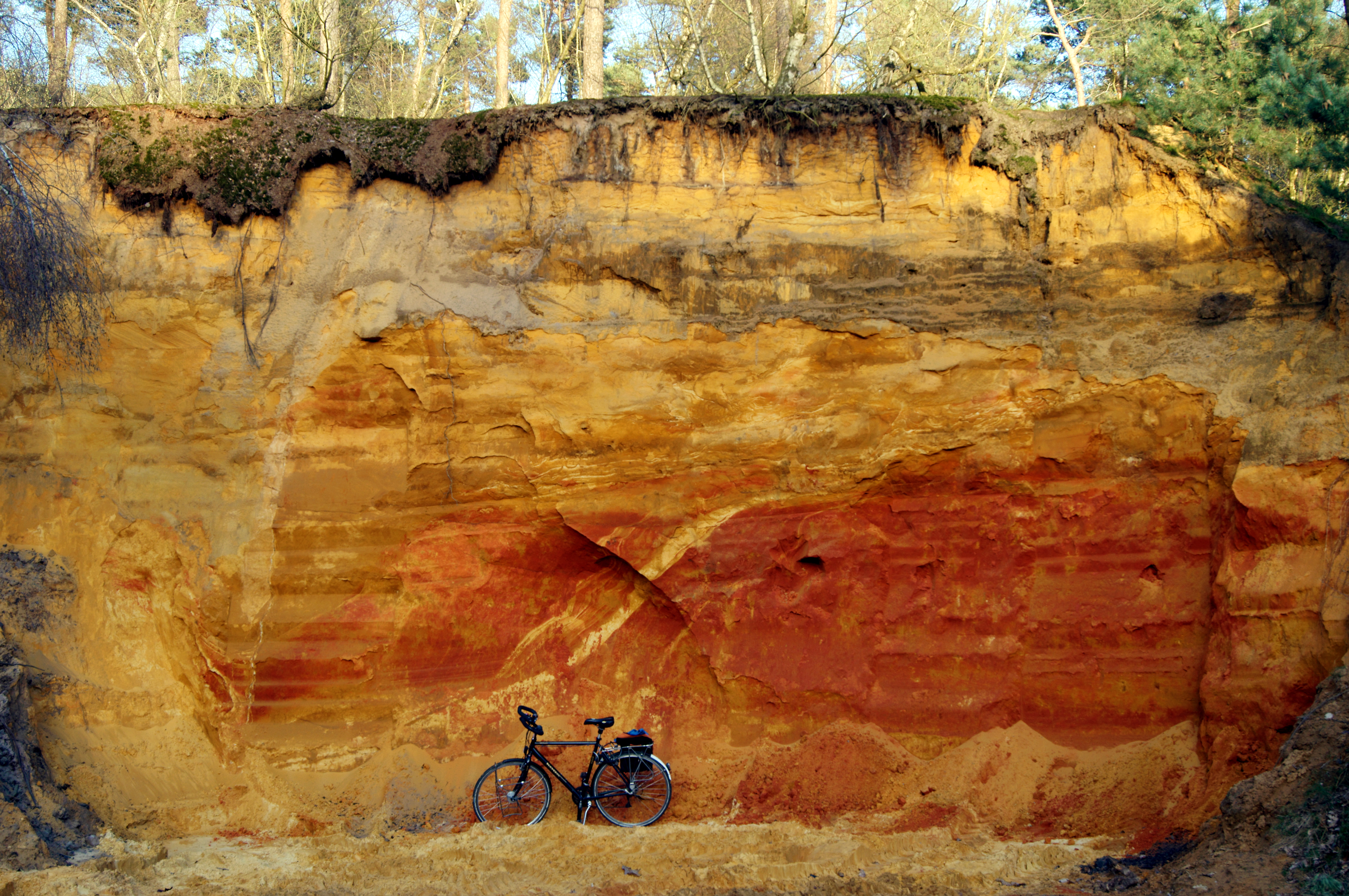
Kreidezeitliche Sande der Haltern-Schichten am Hünsberg bei Coesfeld

Gravierenden Einfluss auf das Aussehen der heutigen münsterländischen Landschaft hatten die Kaltzeiten des Quartärs. Mehrfach stießen skandinavische Eismassen nach Mitteleuropa vor. Im Drenthe-Stadium der Saale-Kaltzeit überfuhren die Gletscher auch das Münsterland und deckten es mit einer bis zu 300 Meter mächtigen Eisschicht zu. Nach ihrem Abschmelzen hinterließen sie eine Grundmoräne, die in weiten Teilen die darunter verborgenen kreidezeitlichen Sedimente überdeckt. Mit dem Eis verfrachtete erratische Blöcke blieben als Teil des Geschiebes in der Landschaft zurück. In den Zwischeneiszeiten boten die vegetationsarmen Gebiete dem Wind Angriffsflächen, es kam zu großen Verfrachtungen von Sand und Löss. Die Fließgewässer im Münsterland bildeten ihre Niederterrassen aus, in die sie sich in der nachfolgenden Warmzeit einschnitten.

### Die Münsterlandkreise
Die Stadt Münster und die Kreise Borken, Coesfeld, Steinfurt und Warendorf werden bisweilen unter dem Begriff Münsterlandkreise zusammengefasst. Zusammen kommen sie auf eine Fläche von 5940 km², was den Großteil des Regierungsbezirks Münster ausmacht. Ihre Einwohnerzahl beträgt knapp 1,63 Mio. (Dezember 2018). Im Westen grenzen die Niederlande, im Südwesten die Region Niederrhein, im Süden das Ruhrgebiet, im Südosten die Hellwegbörden, im Osten die Region Ostwestfalen-Lippe, im Nordosten und Norden Niedersachsen mit Osnabrücker Land, Grafschaft Bentheim und Emsland an.
Der Begriff Münsterlandkreise bestand bereits vor der nordrhein-westfälischen Gebietsreform von 1975. Unter diesem Begriff wurden neben der kreisfreien Stadt und dem Landkreis Münster auch die Altkreise Ahaus, Beckum, Borken, Coesfeld, Lüdinghausen, Steinfurt, Tecklenburg, Warendorf und die kreisfreie Stadt Bocholt subsumiert. Mit der Gebietsreform entstand die gegenwärtige Verwaltungsstruktur mit der Stadt Münster und den eingangs genannten vier Kreisen.
Münsterland und Münsterlandkreise sind somit keine synonymen Begriffe. Im Zuge regionaler Zusammenarbeit und des um 1980 aufgekommenen Regionalmarketings wird der Begriff Münsterland mittlerweile jedoch teilweise auf dieses von den neuen Kreisen gebildete Gebiet angewandt.

### Historische Grenzen
Das historische Münsterland ist gleichzusetzen mit dem Oberstift Münster, dem Kerngebiet des vom ausgehenden Hochmittelalter bis 1803 bestehenden Hochstifts Münster. Seine Grenze zum Vest Recklinghausen, zur Grafschaft Mark und zum Herzogtum Westfalen wurde im Süden durch die Lippe gebildet; im Nordosten verlief die Grenze etwa mittig zwischen Teutoburger Wald und oberer Ems. Nach 1816 bestand sie so außer im Südwesten überall als Kreisgrenze weiter. Erst 1929 und besonders ab 1969 kam es zu größeren Änderungen. Die Gebiete entlang der Lippe wurden teilweise den südlich angrenzenden Kreisen zugeteilt wie beispielsweise Lippborg, kleinere Abtretungen gab es auch im Osten und Südwesten.
Im Nordosten dagegen wurde im Zuge der Gebietsreform durch das Münster/Hamm-Gesetz das Tecklenburger Land in den neugebildeten Kreis Steinfurt eingegliedert. Bereits der damalige Kreis Tecklenburg gehörte zu den sog. Münsterlandkreisen, dennoch war die Bindung an Münster eher gering. Bis heute lehnt sich das Tecklenburger Land landschaftlich an das Osnabrücker Land an, ist konfessionell überwiegend evangelisch geprägt und orientiert sich raumpolitisch an Osnabrück. Gegenüber früher hat es aber eine deutliche Annäherung an das Münsterland gegeben, da die Regionen in vielen Bereichen zusammenarbeiten.
Die folgenden Gebiete sind historische Bestandteile des Münsterlands, gehören aber nicht zu den genannten Kreisen der heutigen Verwaltungsgliederung:
- im Kreis Wesel: der Hamminkelner Stadtteil Dingden und der Schermbecker Ortsteil Altschermbeck
- im Kreis Recklinghausen: Haltern am See größtenteils (bis auf Hamm-Bossendorf und Flaesheim) und Dorsten größerenteils, jedoch ohne Innenstadt (im Kernstadtgebiet Holsterhausen und Hervest, ferner Wulfen, Rhade und Lembeck)
- im Kreis Unna: Selm, Werne und der jetzige Lüner Stadtteil Altlünen, bestehend aus den Ortsteilen Alstedde, Nordlünen und Wethmar
- in der kreisfreien Stadt Hamm: die ursprünglichen Gemeinden Bockum-Hövel und Heessen
- im Kreis Soest: die Lippetaler Ortsteile Herzfeld und Lippborg sowie der Lippstädter Stadtteil Bad Waldliesborn
- im Kreis Gütersloh: die Stadt Harsewinkel und der Langenberger Ortsteil Benteler

Die Bevölkerung dieser Orte empfindet sich zu einem bedeutenden Teil noch dem Münsterland zugehörig. Dagegen nimmt das Tecklenburger Land aufgrund seiner Geschichte aus den genannten Gründen nach wie vor eine gewisse Sonderstellung in der Region ein.
Die folgenden Gebiete sind hingegen keine historischen Bestandteile des Münsterlands, gehören aber zu den genannten Kreisen der heutigen Verwaltungsgliederung:
- im Tecklenburger Land: die Städte Ibbenbüren, Lengerich, Tecklenburg und die Gemeinden Lotte, Mettingen, Recke, Westerkappeln, Ladbergen, Lienen sowie die Ortsteile Schale und Halverde der Gemeinde Hopsten. Das Gebiet der heutigen Stadt Hörstel und der Ortsteil Hopsten der Gemeinde Hopsten waren Teil des Hochstifts Münster und gehörten somit historisch zum Münsterland
- im Kreis Borken: der Ortsteil Isselburg der heutigen Stadt Isselburg und ein Teil der ehemaligen Gemeinde Overbeck, heute zu Raesfeld zählend, gehören historisch zum Niederrhein.

### Das naturräumliche Münsterland
Das Münsterland im naturräumlichen Sinne gliedert sich wie folgt in Haupteinheiten (dreistellig; klein geschriebene Einheiten fassen die südlich angrenzenden Landschaften zusammen):
- zu 54 (=D34) Westfälische Bucht
  - 540 Ostmünsterland (auch Emssandebene genannt)
  - 541 Kernmünsterland
  - (542 Hellwegbörden)
  - (543 Emscherland)
  - 544 Westmünsterland
  - (545 Westenhellweg)

Das naturräumliche Münsterland umfasst den tief gelegenen, nördlichen und mittleren Teil der Westfälischen Bucht und reicht bei Bad Bentheim bis auf niedersächsisches Gebiet. Das Kernmünsterland bildet den Zentralteil der Bucht; hier stehen die Gesteine der Oberkreide oberflächennah kaum überlagert an. Die auch als „Kleimünsterland“ bezeichnete Landschaft ist durch mergelige Lehmböden gekennzeichnet.
Dem gegenüber sind das Ostmünsterland am Oberlauf und nordöstlich der Ems sowie das bis zur deutsch-niederländischen Grenze reichende Westmünsterland, die das Kernland westlich, nördlich und östlich einrahmen, sehr sandig und mager. Sie werden auch als Sandmünsterland bezeichnet.
Die drei südlich angrenzenden, nicht mehr als Teile des Münsterlandes anzusehenden Landschaften wiederum, allen voran die Hellwegbörden im östlichen Süden, sind stark lösshaltig und deutlich fruchtbarer. Emscherland und Westenhellweg im östlichen Süden der Westfälischen Bucht nehmen den größten Teil des Ballungsraumes Ruhrgebiet ein.

#### Höhenzüge
Das Münsterland wird von mehreren Hügellandschaften durchzogen, die ihr Umland je um bis zu 100 m überragen. Die Baumberge-Wasserscheide trennt die Flusssysteme von IJssel/Rhein-Lippe und Ems. Sie durchzieht das Kernmünsterland von Nordwesten nach Südosten. An ihr liegen die Baumberge (bis 189 m ü. NHN) und die Beckumer Berge bei Beckum (bis 173 m ü. NHN). Im Südosten des Westmünsterlandes reichen die Halterner Berge bei Haltern am See in der Haard (bis 154 m ü. NHN) bis über die Lippe hinaus.
Eine geologische Besonderheit stellt der Münsterländer Kiessandzug dar, dessen saaleeiszeitlichen Sedimente das Gebiet in Nordsüdrichtung durchziehen. Im Norden verlaufen sie z. T. an der IJsselmeer-Ems-Wasserscheide.

#### Flüsse
Die Ems selbst durchfließt mit ihrem Oberlauf den Nordosten und Norden des Münsterlandes. Ein Großteil der Osthälfte des Münsterlands fällt ebenfalls in ihr Einzugsgebiet, woran die Werse als bedeutendster Nebenfluss großen Anteil hat. Über die Lippe wird der Südwesten und äußerste Süden zum Rhein hin entwässert, ihre Zuflüsse sind, mit der bedeutenden Ausnahme der Stever, eher kurz. Im Westen und Nordwesten schließlich finden sich die Oberläufe von Issel, Bocholter Aa, Schlinge, Berkel und Vechte (mit Dinkel und Steinfurter Aa), die der IJssel, dem ins niederländische IJsselmeer mündenden Arm des Rheindeltas, zufließen.

#### Historisches vs. naturräumliches Münsterland
Der ursprünglich an die historische Landschaft gebundene Begriff Münsterland wurde für drei naturräumliche Haupteinheiten übernommen, da diese im Wesentlichen das Gebiet der kulturellen Regionalbezeichnung abdecken, so etwa mit der Lippe als Südgrenze. Die naturräumliche Abgrenzung steht indes dort, wo sie von den historischen Grenzen abweicht, teilweise im Widerspruch zum Regionalbewusstsein, das in nicht geringen Anteilen an die historische Zugehörigkeit angelehnt ist.
Der Naturraum Westmünsterland umfasst große Teile des Westens, jedoch nicht den äußersten Westen des historischen Münsterlands, der im Westen des Kreises Borken bei Bocholt bis in die Niederrheinische Bucht reicht. Demgegenüber ragt der Naturraum Ostmünsterland im Osten, zwischen Paderborn und Bielefeld, deutlich über das historische Münsterland hinaus bis nach Ostwestfalen-Lippe. Nach Norden schließen West- und Ostmünsterland große Teile des Tecklenburger Landes nicht mit ein.
Das naturräumliche und historische Münsterland erreicht seinen höchsten Punkt auf dem Westerberg mit 189 m ü. NHN in Nottuln in den Baumbergen. Die heutigen Münsterlandkreise haben jedoch im Bereich des Tecklenburger Landes Anteile am Teutoburger Wald. Hier gipfelt der Westerbecker Berg in der Gemeinde Lienen bei 223 m ü. NHN.

### Anthropogene Parklandschaft
Die Landschaft ist von intensiver landwirtschaftlicher Nutzung geprägt, die dabei relativ kleinteilig ist. Äcker, Wiesen, Weiden, kleine Wäldchen und Wallhecken ergeben ein abwechslungsreiches Bild, man spricht daher von der Münsterländer Parklandschaft.
| - Münsterländer Parklandschaft - Allee in Wettringen - Bauernhof in Landersum - Felder am Thieberg in Neuenkirchen - Hünenborg in Rheine - Alte Windmühle in Saerbeck |

### Wichtige Städte und Verkehrsadern
Das zentral gelegene Münster mit seinen rd. 315.000 Einwohnern ist die einzige Großstadt und Oberzentrum des Münsterlands. Danach folgen Rheine, Bocholt, Ibbenbüren und Ahlen mit Einwohnerzahlen zwischen 50.000 und 100.000. Sie verdanken ihr früheres Wachstum und ihre heutige Größe der Industrialisierung, insbesondere der Textilindustrie. Bedeutend sind außerdem die heutigen Kreisstädte Borken, Coesfeld, Steinfurt und Warendorf, die Städte Dülmen und Gronau sowie die ehemaligen Kreisstädte Ahaus, Beckum und Lüdinghausen.
Durch die Region verlaufen die Autobahnen A 1, die A 31 und die A 43 in Nord-Süd-Richtung sowie die A 30 und A 2 in Ost-West-Richtung. An Wasserstraßen finden sich der Dortmund-Ems-Kanal und der Mittellandkanal, die Ems ist dagegen hier noch nicht schiffbar. Der Flughafen Münster/Osnabrück (FMO) in Greven hat als Reise- und Geschäftsflughafen große regionale Bedeutung.
Das Münsterland besitzt ein dichtes Netz von Eisenbahnstrecken, von denen die sogenannte „Rollbahn“ der ehemaligen Köln-Mindener Eisenbahn-Gesellschaft von (Essen–) Wanne-Eickel über Münster nach Osnabrück (–Bremen–Hamburg) die bedeutendste ist. Am Südostrand verläuft die Hauptstrecke Köln – Minden (–Hannover–Berlin). Der Bahnhof Rheine ist in nord-südlicher Richtung an den IC-Verkehr zwischen Norddeich Mole und Koblenz sowie in ost-westlicher Richtung an den IC-Verkehr zwischen Berlin und Amsterdam angebunden. Über die Bahnstrecke Münster–Lünen besteht eine Verbindung nach Dortmund. Diese auch vom Fernverkehr Hamburg–Köln genutzte Trasse ist weitgehend eingleisig, obwohl es Ausbaupläne gibt. Die Bahnstrecke Wesel–Bocholt verbindet den heutigen Endbahnhof in Bocholt mit der Bahnstrecke Oberhausen–Arnhem. Von Essen sind Borken und Coesfeld über Dorsten erreichbar. Ab Münster fahren die „Euregio-Bahn“ über Burgsteinfurt nach Enschede, die Warendorfer Bahn nach Rheda-Wiedenbrück und eine weitere Verbindung nach Hamm. Enschede kann auch ab Dortmund und Dülmen mit der Westmünsterlandbahn erreicht werden. Sie trifft in Gronau auf die Euregio-Bahn. Die ehemals bestehenden Verbindungen von Bocholt nach Coesfeld (siehe Baumbergebahn) und von Coesfeld nach Rheine (siehe Bahnstrecke Duisburg–Quakenbrück) wurden stillgelegt, wobei die Baumbergebahn zwischen Coesfeld und Münster weiterhin im SPNV genutzt wird, während über die Quakenbrücker Trasse heute die RadBahn Münsterland verläuft. Es bestehen Reaktivierungspläne zur Strecke Münster–Neubeckum. Wichtigster Bahnknoten, auch für den Intercity-Express, ist Münster (Westf) Hauptbahnhof. Ihn umfährt die Güterumgehungsbahn Münster.
Der ÖPNV im Münsterland wird durch die Verkehrsgemeinschaft Münsterland und den Zweckverband SPNV Münsterland organisiert. Letztgenannter ist für den Schienennahverkehr zuständig. Die Fahrpreise werden seit August 2017 im Westfalentarif berechnet.

### Klima
|                       | Jan  | Feb  | Mär | Apr  | Mai  | Jun  | Jul  | Aug  | Sep  | Okt  | Nov | Dez |   |      |
| Mittl. Tagesmax. (°C) | 3,9  | 5,1  | 8,5 | 12,7 | 17,5 | 20,4 | 21,9 | 22,0 | 18,7 | 14,3 | 8,3 | 5,0 | ⌀ | 13,2 |
| Mittl. Tagesmin. (°C) | −0,7 | −0,5 | 1,7 | 4,1  | 8,1  | 11,0 | 12,6 | 12,5 | 10,1 | 6,9  | 3,0 | 0,5 | ⌀ | 5,8  |
|                       |      |      |     |      |      |      |      |      |      |      |     |     |   |      |
| Niederschlag (mm)     | 67   | 48   | 60  | 51   | 63   | 74   | 67   | 65   | 63   | 54   | 70  | 77  | Σ | 759  |
|                       |      |      |     |      |      |      |      |      |      |      |     |     |   |      |
| Sonnenstunden (h/d)   | 1,5  | 2,5  | 3,5 | 5,1  | 6,6  | 6,3  | 6,3  | 6,3  | 4,5  | 3,6  | 1,8 | 1,3 | ⌀ | 4,1  |
|                       |      |      |     |      |      |      |      |      |      |      |     |     |   |      |
| Regentage (d)         | 19   | 16   | 14  | 15   | 13   | 13   | 16   | 16   | 15   | 16   | 18  | 18  | Σ | 189  |
|                       |      |      |     |      |      |      |      |      |      |      |     |     |   |      |
| Luftfeuchtigkeit (%)  | 85   | 81   | 78  | 73   | 70   | 73   | 74   | 75   | 80   | 83   | 85  | 86  | ⌀ | 78,6 |

| −0,7 |

| −0,5 |

| 1,7 |

| 4,1 |

| 8,1 |

| 11,0 |

| 12,6 |

| 12,5 |

| 10,1 |

| 6,9 |

| 3,0 |

| 0,5 |

| −0,7 |

| −0,5 |

| 1,7 |

| 4,1 |

| 8,1 |

| 11,0 |

| 12,6 |

| 12,5 |

| 10,1 |

| 6,9 |

| 3,0 |

| 0,5 |

| N i e d e r s c h l a g | 67  | 48  | 60  | 51  | 63  | 74  | 67  | 65  | 63  | 54  | 70  | 77  |
|                         | Jan | Feb | Mär | Apr | Mai | Jun | Jul | Aug | Sep | Okt | Nov | Dez |

Im Münsterland herrscht ein kühlgemäßigtes, maritim geprägtes Klima und weist relativ ausgeglichene Temperaturgänge und Niederschlagsmengen auf. Die Sommer sind vergleichsweise kühl, die Winter relativ mild. Während des ganzen Jahres herrschen vorwiegend Westwindlagen. Die Niederschlagsmenge beträgt überwiegend zwischen 700 und 800 mm pro Jahr. Für das zentral gelegene Münster liegt sie mit rund 764 mm im Mittel der Jahre 1981–2010 etwa im bundesdeutschen Durchschnitt.

## Geschichte

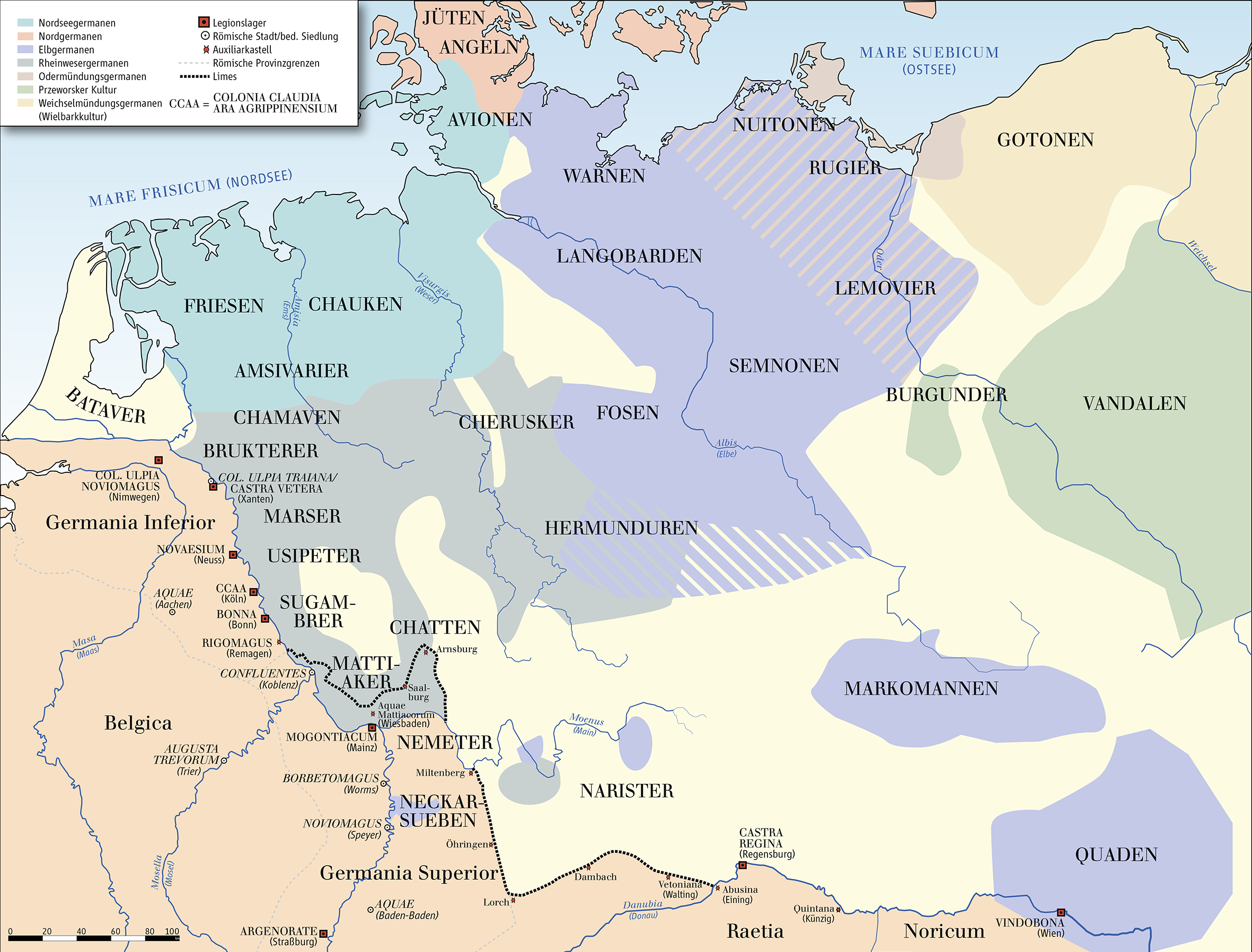
Verbreitung germanischer Stämme um 50 n. Chr.

Im Gebiet des heutigen Münsterlands gibt es Spuren von herumstreifenden Jägern aus der Zeit um 8000 v. Chr. Ab 2000 v. Chr., das beweisen archäologische Funde, war das Münsterland regelmäßig besiedelt, erkennbar u. a. an den Steinkistengräbern in Beckum. Im Wesentlichen waren es die germanischen Stämme der Brukterer, Chamaven und Cherusker, welche die Region zur Zeitenwende bewohnten. In dieser Zeit hatten auch die Römer an der Lippe, die im Süden des Münsterlands fließt, feste Lager.
Das Münsterland wurde seit etwa 500 n. Chr. vom Stamm der Sachsen, die von Nordosten aus eingewandert waren, besiedelt. Im Zuge der Sachsenkriege Karls des Großen kam der Missionar Liudger 793, verstorben 809 in Billerbeck, ins Münsterland und gründete in dem Dorf Mimigernaford ein Kloster (lateinisch: Monasterium); aus der lateinischen Bezeichnung leitet sich der heutige Stadtname Münster ab. Bereits 805 wurde Münster Bistum, 1170 bekam die Stadt Münster Stadtrechte. Münster gehörte wie andere Städte des Münsterlands zur Hanse. Größere Bedeutung hatte zu dieser Zeit auch das im äußersten Westen des Münsterlands gelegene Stift Vreden.
Nach dem Sturz des Sachsenherzogs Heinrich und der Zerschlagung des Herzogtums Sachsen wurde das Münsterland zu einem eigenen Territorium, dem Hochstift Münster. Der Adel (s. Liste westfälischer Adelsgeschlechter) spielte eine große Rolle; noch heute zeugen zahlreiche Wasserburgen im Münsterland von dessen einstiger Bedeutung. Während der Reformationszeit erlebte die Stadt Münster die Herrschaft der Täufer, einer radikal-reformatorischen Glaubensbewegung. Im Dreißigjährigen Krieg (1618–1648) wurde das Münsterland immer wieder von den marodierenden Heeren der verschiedenen Kriegsgegner heimgesucht. Städte und Gemeinden wurden vielfach geplündert und niedergebrannt. Ein Teil des Westfälischen Friedens, der die Grundlage für die Staatsordnung der Neuzeit schuf, wurde in Münster ausgehandelt. Die Stadt war von den Kriegsheeren weitgehend verschont geblieben.

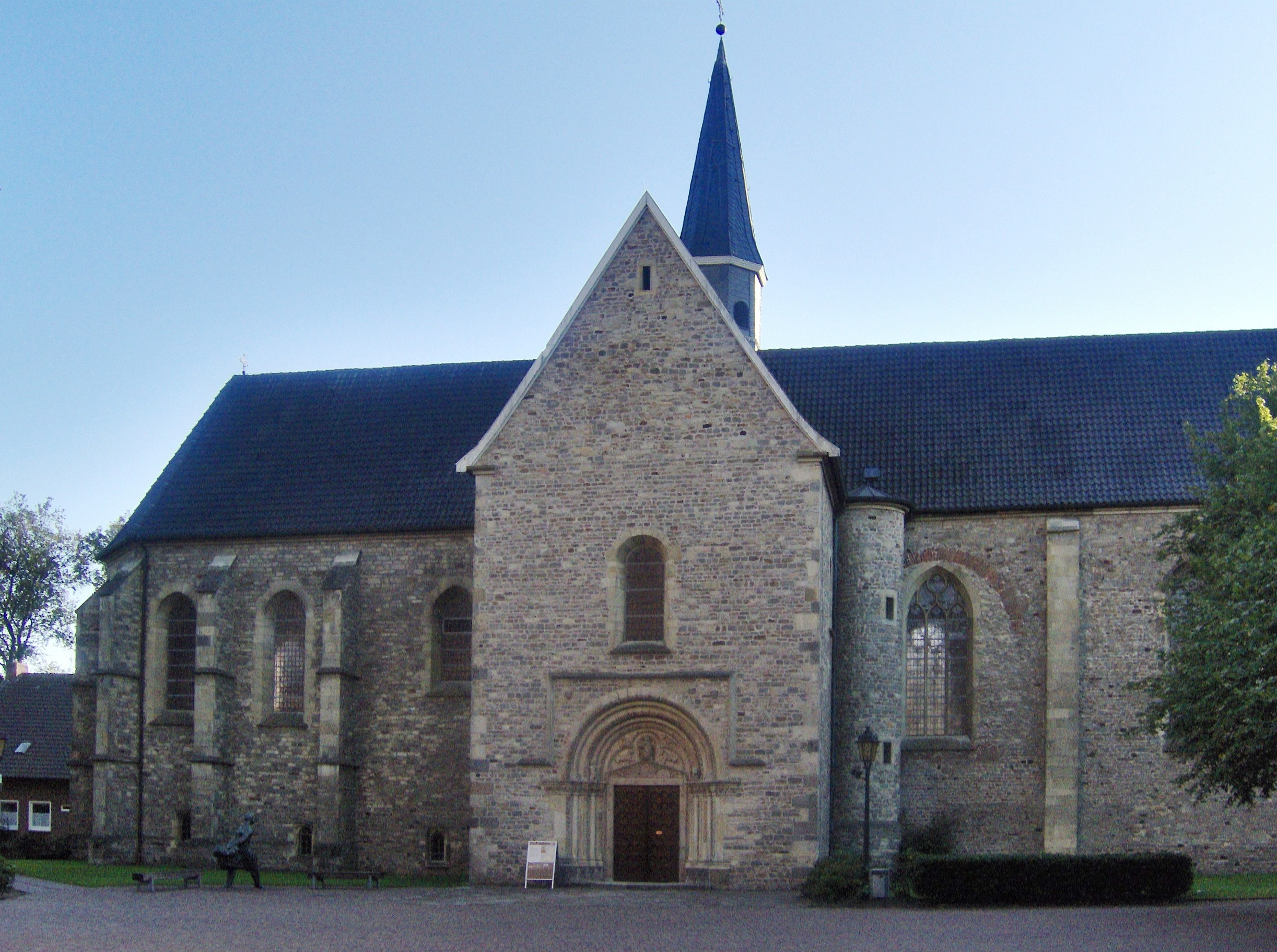
Vreden, Stiftskirche St. Felizitas

Das geistliche Territorium des Hochstifts Münster wurde 1803 durch den Reichsdeputationshauptschluss säkularisiert. Im westlichen Münsterland kam es 1802/1803 zur Bildung des Fürstentums Salm und der Grafschaft Salm-Horstmar. Andere Teile fielen an das Großherzogtum Berg und an das Herzogtum Arenberg. Der östliche Teil des Münsterlandes einschließlich der Stadt Münster kam als Erbfürstentum Münster zu Preußen. 1810 annektierte Frankreich einen Teil dieser Gebiete. Nach dem Wiener Kongress 1815 fiel das gesamte Münsterland für 130 Jahre an Preußen. Im sogenannten Kulturkampf im letzten Drittel des 19. Jahrhunderts wehrte sich das durch und durch katholische Münsterland gegen die Eingriffe der preußischen Regierung unter anderem in das Schulwesen.
Ab 1850 begann im Münsterland die Industrialisierung. Vor allem die Textilindustrie war in der Region stark. Auf den Dörfern nahm die Armut wegen der steigenden Geburtenzahlen ständig zu. Das Land konnte seine Kinder nicht mehr ernähren, und so setzte eine starke Auswanderung vor allem in die USA ein.
1834 entdeckte ein Bauer in Nienberge bei Münster ein dort bis dahin unbekanntes Mineral: Es handelte sich um „reines krystallisirtes kohlensaures Strontian“. Strontianit war für die industrielle Zuckerherstellung von großer Bedeutung. Dieser Fund markiert den Anfang einer bewegten Regionalgeschichte rund um den Strontianit. Der „Strunz“, wie der Strontianit im Plattdeutschen genannt wird, löste einige Jahre lang eine Art Goldgräberstimmung im Münsterland aus. Etwa ab 1870 wurden im südlichen Münsterland oberflächennahe Strontianitvorkommen abgebaut. Im Raum Beckum, Ahlen, Drensteinfurt, Bockum, Hövel, Ascheberg und Herbern kam es zu einer Art „Goldrausch“. Dieser endete allerdings wegen der Entdeckung des in großen Lagerstätten in England und Sizilien vorkommenden Ersatzminerals Coelestin schnell.
Nach dem Ersten Weltkrieg hatte auch das Münsterland mit großen wirtschaftlichen Schwierigkeiten zu kämpfen. Da die Bevölkerung vorwiegend katholisch war und deshalb die Zentrumspartei wählte, konnten die Nationalsozialisten erst allmählich Fuß fassen. Während der Reichspogromnacht wurden im Münsterland dennoch fast alle Synagogen zerstört. Die jüdischen Bürger emigrierten oder wurden verschleppt, viele davon nach Riga. Einer der prominentesten Holocaust-Überlebenden war Paul Spiegel, der frühere Präsident des Zentralkomitees der Juden. Er ist in Warendorf aufgewachsen.
Im Zweiten Weltkrieg wurde Münster durch Bomben schwer beschädigt, die Innenstadt war zu 91 % zerstört. Auch andere Städte wurden im März 1945, also kurz vor Kriegsende, durch Luftangriffe der Alliierten getroffen. Stadtlohn beispielsweise wurde ebenfalls nahezu vollständig zerstört.
Durch den Zuzug von Flüchtlingen und Vertriebenen aus den ehemals deutschen Ostgebieten wuchs die Bevölkerungszahl erheblich. Heute gilt das Münsterland als eine prosperierende Region, in der die Landwirtschaft noch immer eine große Rolle spielt.
Am 25. November 2005 kam es im Münsterland aufgrund eines Wintereinbruchs von bis dahin nicht verzeichneter Stärke zu einem massiven Verkehrschaos und zum größten Stromausfall in der Geschichte der Bundesrepublik Deutschland. Teilweise fielen über 50 cm Schnee, der aufgrund der Nässe binnen kürzester Zeit gefror. Über 50 Hochspannungsmasten knickten ein, weil das Gewicht der eisumkrusteten Leitungen bis zum achtfachen des rechnerisch zulässigen Gewichtes betrug. In der Folge kam es in weiten Teilen der Kreise Borken und Steinfurt zu Stromausfällen, die zum Teil mehrere Tage andauerten und wovon etwa 280.000 Menschen betroffen waren. Die Stadt Ochtrup konnte über sechs Tage lang nicht vollständig mit Strom versorgt werden. Weit über 1000 Helfer waren im Einsatz, um die chaotischen Zustände in den Griff zu bekommen und den Menschen zu helfen. Der wirtschaftliche Schaden des „Münsterländer Schneechaos“ wurde auf über 100 Millionen Euro geschätzt.
Das Münsterland litt im Sommer 2018 unter der Dürre und Hitze in Europa.

## Wirtschaft

### Wirtschaftsstruktur

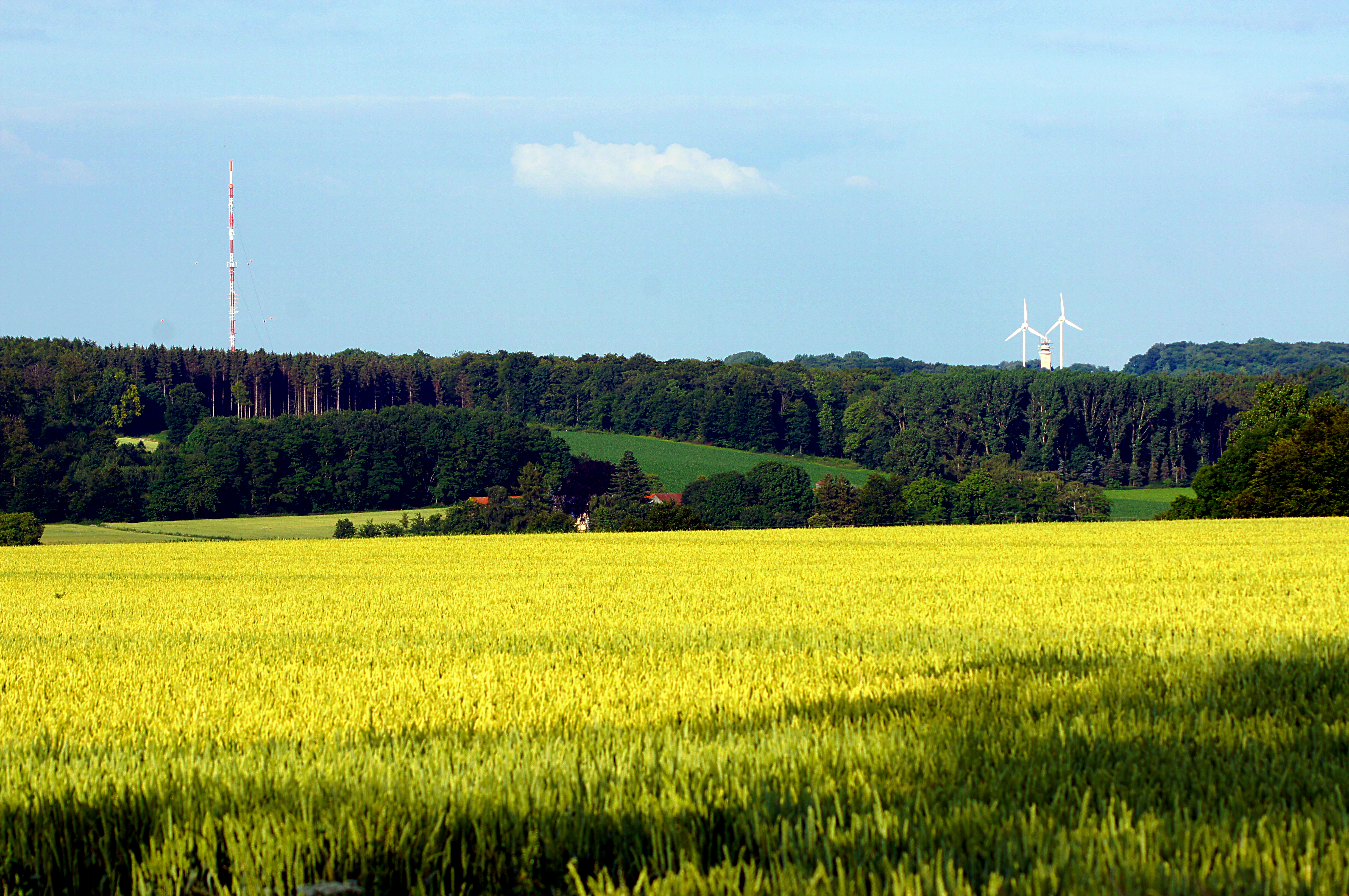
Land- und forstwirtschaftliche Flächen am Westerberg in Billerbeck

Die Wirtschaft im Münsterland ist klein- und mittelständisch geprägt. Von den rund 69.400 Betrieben im Münsterland sind 85,9 % Kleinbetriebe (unter zehn Beschäftigte), 13,7 % mittlere Betriebe (wovon 11 % 10 bis 49 Beschäftigte haben und 2,7 % 50 bis 249 Beschäftigte), und lediglich 0,4 % Großbetriebe (250 Beschäftigte und mehr).
Traditionell hat die Land- und Forstwirtschaft im Münsterland einen hohen Stellenwert. Die Landwirtschaft spielt vor allem in den Kreisen Coesfeld, Warendorf und Borken eine bedeutende Rolle. Insgesamt 1,7 % der Bruttowertschöpfung entfallen in der Region auf den primären Sektor (NRW: 0,6 %). Das Münsterland hat einen Anteil von fast 30 % der gesamten landwirtschaftlichen Bruttowertschöpfung NRWs.
Im Münsterland ist der Anteil des Produzierenden Gewerbes, zu dem die Verarbeitung der landwirtschaftlichen Erzeugnisse gehört, mit 29,5 Prozent der Bruttowertschöpfung höher als im Landesdurchschnitt (26,7 %). Im Produzierenden Gewerbe des Münsterlands sind rund 143.800 Arbeitnehmerinnen und Arbeitnehmer beschäftigt.
Die weit überwiegende Zahl der Arbeitnehmerinnen und Arbeitnehmern ist mit 68,9 % im Dienstleistungsgewerbe beschäftigt. Der Dienstleistungsbereich in der Stadt Münster ist überdurchschnittlich: 88 % der Bruttowertschöpfung entfielen auf diesen Sektor. Eine besonders große Rolle spielt der Wirtschaftsbereich Öffentliche Dienstleistungen und sonstige Dienstleistungen mit einem Anteil von 38 %.
Das Bruttoinlandsprodukt (BIP) lag 2020 pro Kopf in der Region bei 38.600 €, während es in NRW 38.800 € betrug. Die Menschen im Münsterland sind demnach geringfügig weniger wohlhabend als die Nordrhein-Westfalen insgesamt. Dabei ist das BIP der Stadt Münster (57.000 € pro Kopf) deutlich besser als das der ländlichen Kreise.
Aufgrund der Besucherzahlen und einem Bruttoumsatz von jährlich etwa 1,75 Milliarden Euro (Tages- und Übernachtungstourismus) ist der Tourismus im Münsterland zunehmend ein wichtiger Wirtschaftsfaktor. Der Tourismus wird öffentlich gefördert, etwa durch die Ausweisung und Unterhaltung eines Radwegenetzes oder Angebote für Reiter, Wanderer und Kanuten. Die Regionale 2004, eine regionale Strukturfördermaßnahme des Landes Nordrhein-Westfalen, hat den Tourismus in den Emsstädten mit zahlreichen Projekten städtebaulicher und künstlerischer Art und die Fortentwicklung des Fremdenverkehrs gestärkt. Die Regionale 2016 konzentrierte sich in Projekten auf das westliche Münsterland mit besonderem Fokus auf Flusslandschaften und Wasserburgen. Im Rahmen der Regionale wurde vom Münsterland e. V., den vier Kreisen des Münsterlands sowie der Stadt Münster ein umfangreiches EFRE-Förderprojekt initiiert, das 2019 mit einem Gesamtvolumen von rund 10 Millionen Euro unter dem Titel „Schlösser- und Burgenregion Münsterland – Stärkung von KMU durch innovative touristische Infrastrukturen und Dienstleistungen“ an den Start ging. Es ist eines der größten touristischen Vorhaben, die die Region je gemeinsam angestoßen hat. Nach eigenen Angaben der Fördergesellschaft Münsterland e. V., ist das Münsterland darüber hinaus mit mehr als 100.000 Pferden und über 1.000 Pferdehöfen eine der pferdereichsten Regionen Europas. Für Reiter wurde eine ca. 1.000 km lange Reitroute entwickelt.

### Branchen

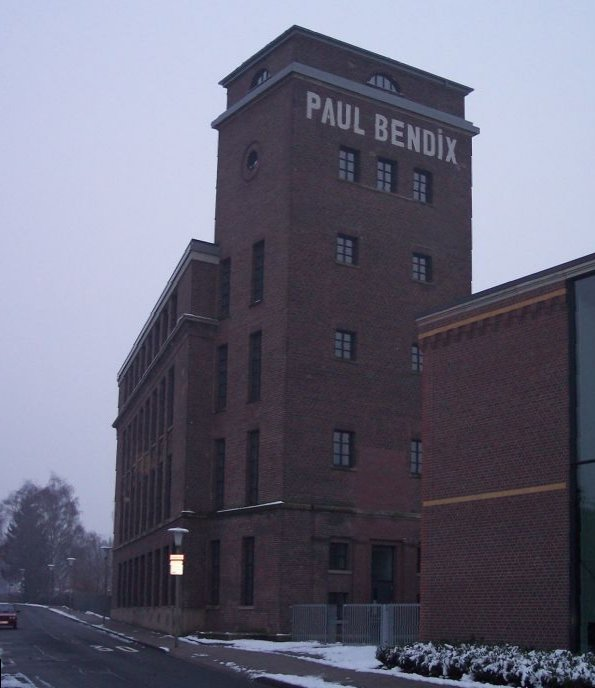
Reste der Textilindustrie: alte Einfahrt zum Werk von Paul Bendix in Dülmen

Die beiden wichtigsten Branchen sind der Maschinenbau und – entsprechend der Bedeutung der Landwirtschaft – die Nahrungsmittelindustrie als Abnehmer und Verarbeiter. Das Baugewerbe ist im Münsterland mit 43.799 Beschäftigten vertreten. Im Dienstleistungsbereich Gesundheit und Soziales sind 118.759 Personen beschäftigt. Die Textilindustrie hat im Münsterland eine lange Tradition. Noch heute gibt es überdurchschnittlich viele Unternehmen aus der Branche in den Kreisen Borken und Steinfurt. Rund ein Viertel der nordrhein-westfälischen Bekleidungsbetriebe sind in der Region ansässig. Gleiches gilt für die Hersteller von Möbeln sowie von Holz-, Flecht-, Korb- und Korkwaren. Aus dieser Branche heraus entwickelten sich einige Unternehmen erfolgreich in Richtung innovative Werkstoffe weiter.
Im August 2018 wurde im Bergwerk Ibbenbüren zum letzten Mal Steinkohle gefördert. Da die Zeche Westfalen in Ahlen im Jahr 2000 geschlossen wurde, endete damit der Kohlebergbau in der Region.

### Arbeitsmarkt
Insgesamt gab es im Münsterland im Juni 2021 mit 670.200 sozialversicherungspflichtig Beschäftigten rund 129.200 mehr als zehn Jahre zuvor (+23,9 %, NRW-weit: +17,7 %). Den größten Beschäftigungszuwachs – mit etwa 34.300 Stellen – gab es im Gesundheits- und Sozialwesen. Dies bedeutet einen Anstieg von 40,7 %. Auch im Handel gab es einen Beschäftigungsaufbau (+17.500 Stellen) – besonders in den Kreisen Steinfurt und Borken. Die Zahl der Beschäftigten in den freiberuflichen, wissenschaftlichen und technischen Dienstleistungen stieg um 58,1 %. Interessant ist auch die Beschäftigungsquote im Münsterland, die auf Grundlage der sozialversicherungspflichtig und geringfügig Beschäftigten im Alter von 15 bis unter 65 Jahren berechnet wird. Die Quote liegt für Männer (61,1 %) deutlich über dem Niveau des gesamten Landes (63,7 %), was die Stärke des Arbeitsmarktes der Region unterstreicht. Bei den Frauen ist die Quote nur geringfügig niedriger (57,5 %) als der Landesdurchschnitt (57,9 %).
Die Arbeitslosenquote im Münsterland liegt seit 2007 im 5-Prozent-Bereich. Im Jahr 2021 betrug die Arbeitslosenquote 4,1 %, geringfügig höher als im Jahr 2019 mit 3,9 %. Damit hat das Münsterland noch immer die niedrigste Arbeitslosenquote aller neun Wirtschaftsregionen in NRW.

### Wirtschaftliche Entwicklung
Seit dem Jahr 2012 wächst die regionale Wertschöpfung (BIP) weitgehend gleichauf zum Land NRW. In der Zehn-Jahresbetrachtung lag der Anstieg mit 28,5 % über dem NRW-Schnitt von 22,8 %. Zwischen 2011 und 2020 legte besonders das regionale Baugewerbe stark zu. Die Bruttowertschöpfung wuchs um 70,7 % und damit nochmals stärker als in NRW als Ganzes. Auch das in der Region stark vertretene Verarbeitende Gewerbe entwickelte sich in den letzten zehn Jahren äußerst dynamisch (+20,7 %). In ganz NRW stagnierte die industrielle Wertschöpfung hingegen nahezu.

### Forschung und Entwicklung
Die Forschungs- und Entwicklungsausgaben der münsterländischen Unternehmen sind bereits seit Jahren geringer als im Landesdurchschnitt. Sie machten im Jahr 2019 rund 0,9 % der gesamten Bruttowertschöpfung aus (NRW: 1,4 %). Ein Erklärungsgrund ist die mittelständische Branchenstruktur, in der Forschungs- und Entwicklungsausgsaktivitäten oft inhabergetrieben und nicht in eigenen Abteilungen institutionalisiert sind. Anders als in Nordrhein-Westfalen ist im Münsterland aber ein positiver Trend erkennbar. Die Unternehmen geben zunehmend Geld für Forschung und Entwicklung aus. Im Jahr 2007 lagen die Ausgaben bei knapp 214 Mio. €, 2017 waren es bereits über 516 Mio. €. Dieser Trend wird auch beim Personal sichtbar: Im Jahr 2007 waren 2,3 von 1.000 Erwerbstätigen im Forschungs- und Entwicklungsbereich beschäftigt, 2019 waren es bereits 4 und damit dennoch der geringste Wert aller Regionen NRWs.

### Große Unternehmen in der Region
Große Unternehmen in der Region sind unter anderem: 2G Energy, Agravis Raiffeisen, Apetito, Atruvia, BASF Coatings, Bischof + Klein, Brillux, Benning, Conditorei Coppenrath & Wiese, Duvenbeck, Ernsting’s family, Fiege Gruppe, Finanz Informatik, Haver & Boecker, Hengst, K+K Klaas & Kock, Franz Kaldewei, Kurt Pietsch, LBS Westdeutsche Landesbausparkasse, LMC Caravan, LR Health & Beauty, LVM Versicherungen, Provinzial NordWest, Schmitz Cargobull, SuperBioMarkt, Sinnack, Takko, Tepper Aufzüge, VEKA, Westfalen, GEA Westfalia Separator, Westfleisch, Windmöller & Hölscher, Winkelmann Powertrain.

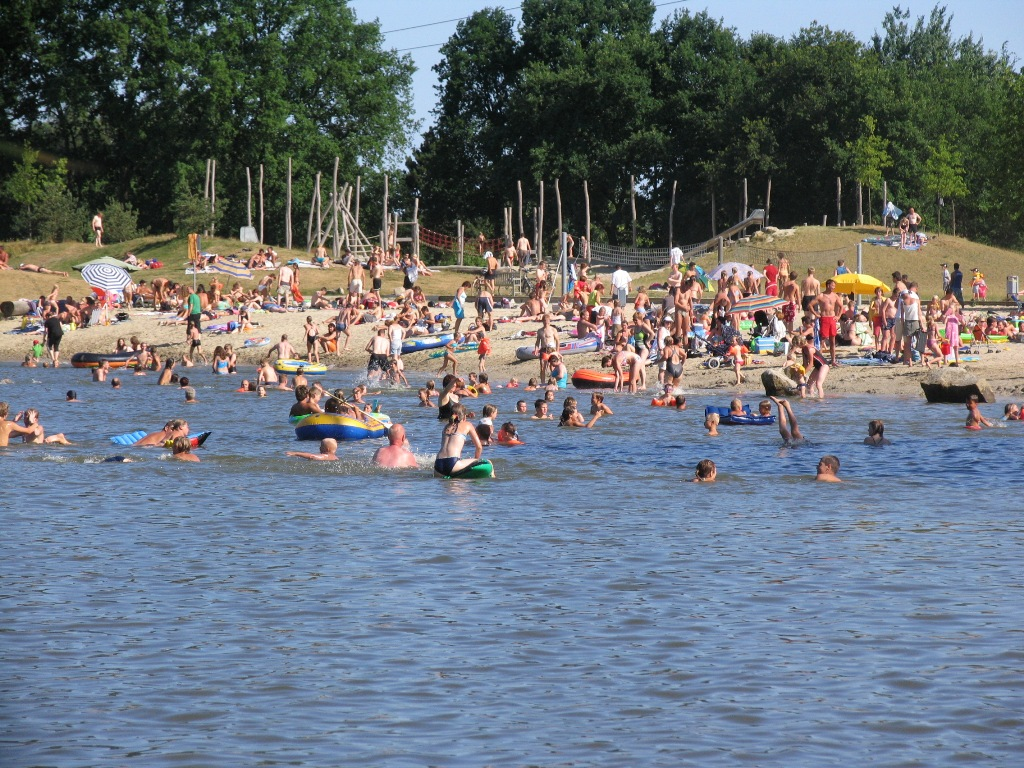
Sandstrand des Badesees in Wettringen

### Gründungen
Die Gründungsneigung ist im ländlichen Münsterland niedriger als in dicht besiedelten Regionen. Dies ist auch auf die aktuelle Arbeitsmarktsituation zurückzuführen. Im Münsterland gab es im Jahr 2021 17,9 Betriebsgründungen je 10.000 Einwohner im Alter von 18 bis 64 Jahren (NRW: 23,5). Allerdings kommen Schließungen im Münsterland selten vor, damit ist die Unternehmensfluktuation gering. Am meisten wird im Münsterland in der Branche Handel gegründet.

### Breitband
Nach dem GlasfaserAtlas.NRW verfügen in der Stadt Münster 83,6 % aller Haushalte über einen Anschluss von 1.000 Mbits/s oder größer bzw. 13,5 % über Glasfaser, im Kreis Coesfeld 84,8 % bzw. 67,1 %, im Kreis Borken 72,8 % bzw. 49,6 %, im Kreis Warendorf 76,8 % bzw. 29,9 % und im Kreis Steinfurt 66,6 % bzw. 44,1 %.

### Forschungslandschaft
Die Wissenschafts- und Forschungslandschaft im Münsterland ist geprägt durch die Universität Münster, die Fachhochschule Münster und die Westfälische Hochschule. Allein an diesen drei Hochschulen studieren ca. 62.000 Personen und lehren ca. 900 Professorinnen und Professoren. Für das nördliche Münsterland haben auf Grund der räumlichen Nähe zu Niedersachsen auch die Universität Osnabrück und die Hochschule Osnabrück große Bedeutung.

#### Universität Münster
An der Universität Münster mit rund 45.000 Studierenden wird in 280 Studiengängen gelehrt und geforscht. Die Schwerpunkte liegen in den Geistes- und Sozialwissenschaften, in Wirtschaft und Recht, Mathematik und Informatik sowie den Lebenswissenschaften. Ergänzt werden die Forschungsbereiche durch die beiden Exzellenzcluster „Religion und Politik“ (2012 bis 2025) und „Mathematik (Dynamik – Geometrie – Struktur)“.

#### Fachhochschule Münster
Die Fachhochschule Münster hat Standorte in Münster und in Steinfurt mit insgesamt 15.400 Studierenden. Schwerpunkte der 101 angebotenen Studiengänge sind die Bereiche Wirtschaft, Sozialwesen, Gesundheit und Ingenieurwissenschaften.

#### Westfälische Hochschule
Am Standort Bocholt der Westfälischen Hochschule liegen die Schwerpunkte im Maschinenbau, Wirtschaft und Informationstechnik. Zur Hochschule gehört das Westfälische Institut für Bionik, welches in den Bereichen Sensoren, Intelligente Strukturen und Leichtbau forscht.

#### Weitere Bildungseinrichtungen
Des Weiteren befinden sich in Münster die Katholische Hochschule NRW, die Fachhochschule für öffentliche Verwaltung NRW, die Fachhochschule des Bundes für öffentliche Verwaltung, die Kunstakademie Münster und die Philosophisch-Theologische Hochschule Münster. Neben den Hochschuleinrichtungen existieren weitere Forschungsstellen der Fraunhofer- und Max-Planck-Gesellschaft sowie der Leibniz- und Helmholtz-Gemeinschaft.
In den Kreisen des Münsterlandes existieren zudem die Fachhochschule für Finanzen in Nordkirchen im Kreis Coesfeld, ein Standort der Mathias-Hochschule Rheine im Kreis Steinfurt sowie je ein Standort der Fachhochschule Münster und der Fachhochschule Südwestfalen im Kreis Warendorf.

## Sehenswürdigkeiten und Kultur
Das Münsterland ist architektonisch geprägt von einer Vielzahl von Kirchen, Klöstern und Schlössern, die zum Teil noch sehr gut erhalten sind. Aufgrund des relativ ebenen Geländes, vor allem im nördlichen und westlichen Teil ist das Fahrrad als Verkehrsmittel hier häufig anzutreffen. Es gibt zahlreiche gut ausgeschilderte Radwanderrouten, darunter die 100-Schlösser-Route und der Europaradweg R1. Die Garten- und Parkanlagen des Münsterlands sind in das Europäische Gartennetzwerk („European Garden Heritage Network“) eingebunden.
Eine kulturelle Besonderheit vor allem in und um Münster herum ist Masematte, eine Sprache, die ursprünglich im Handel und Gewerbe genutzt wurde, um Dritte auszugrenzen, und von der sich noch vielfach Ausdrücke im heutigen lokalen Sprachgebrauch erhalten haben.

### Schlösser und Burgen

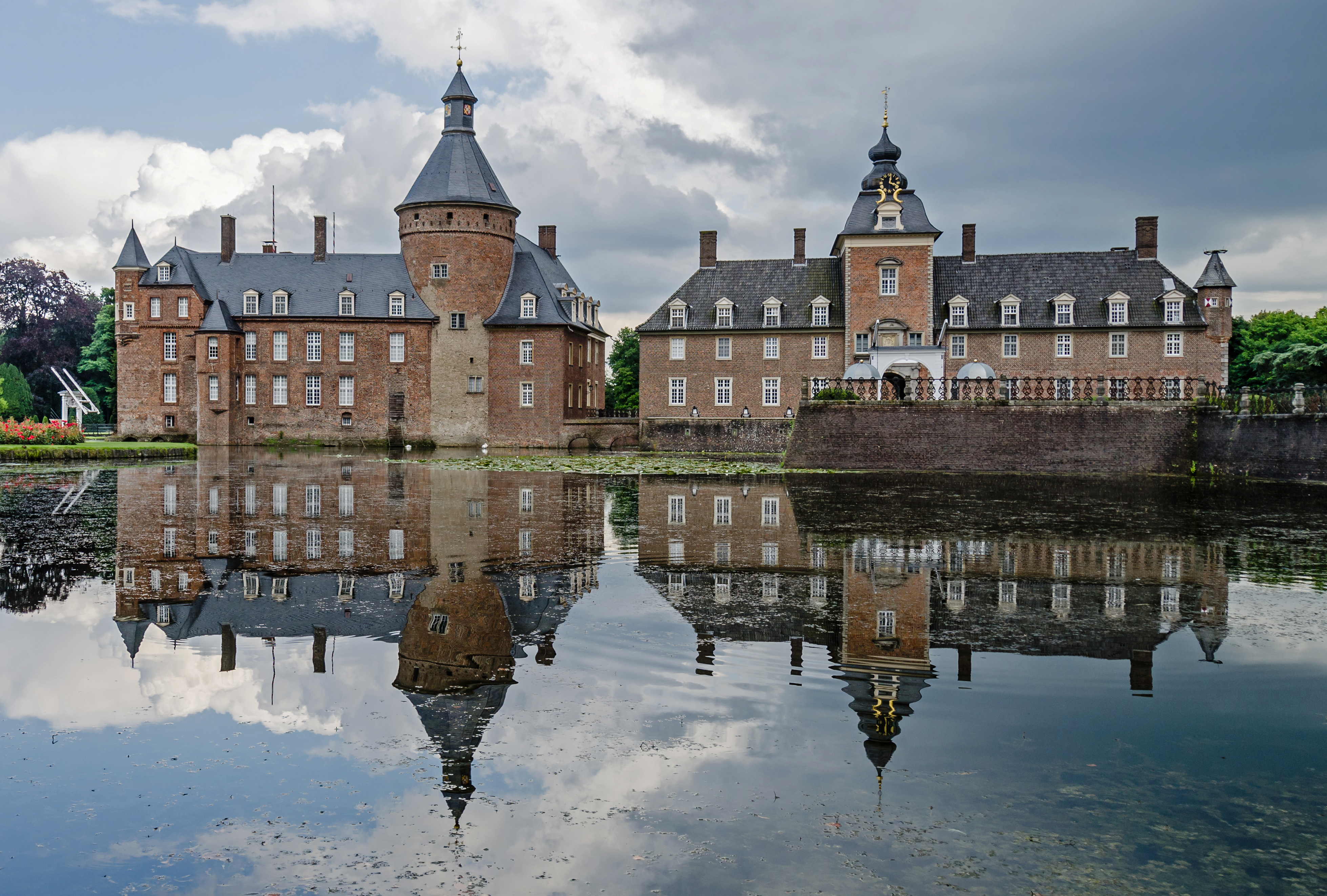
Die Wasserburg Anholt

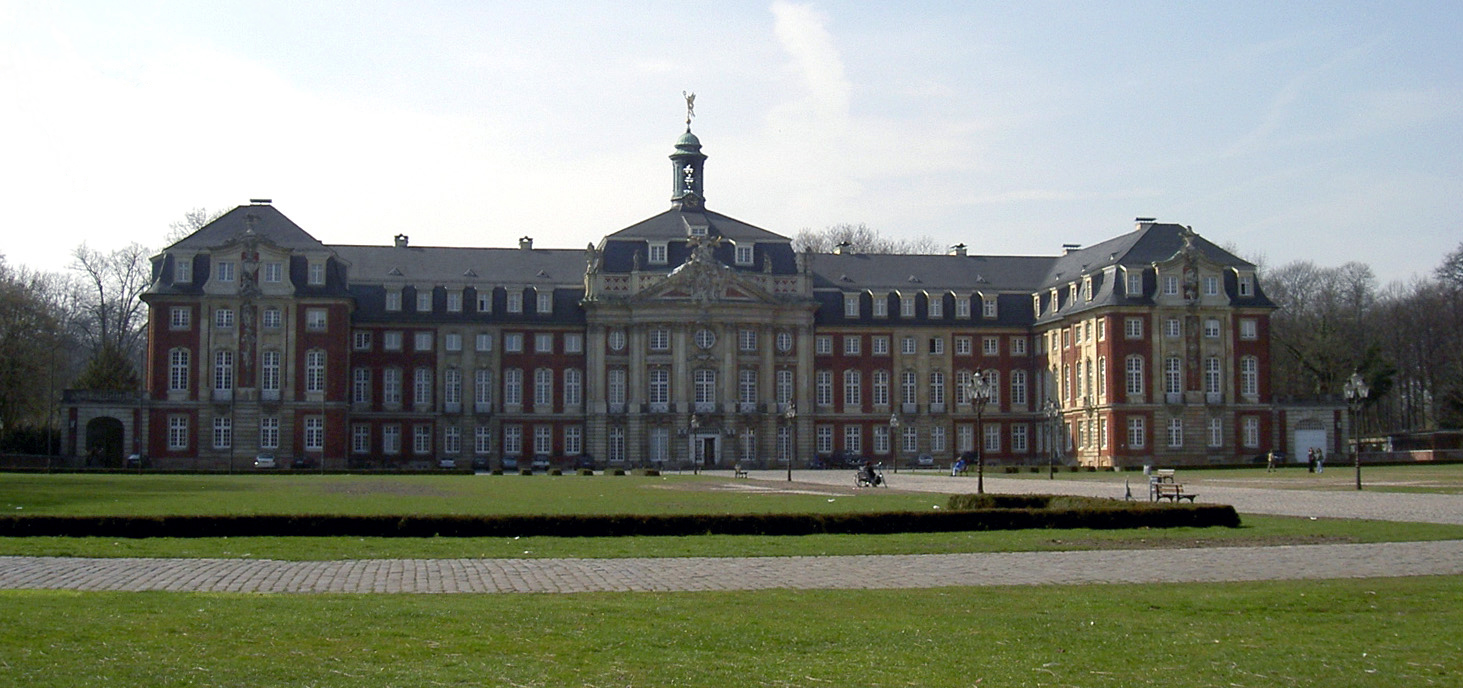
Das Schloss von Münster

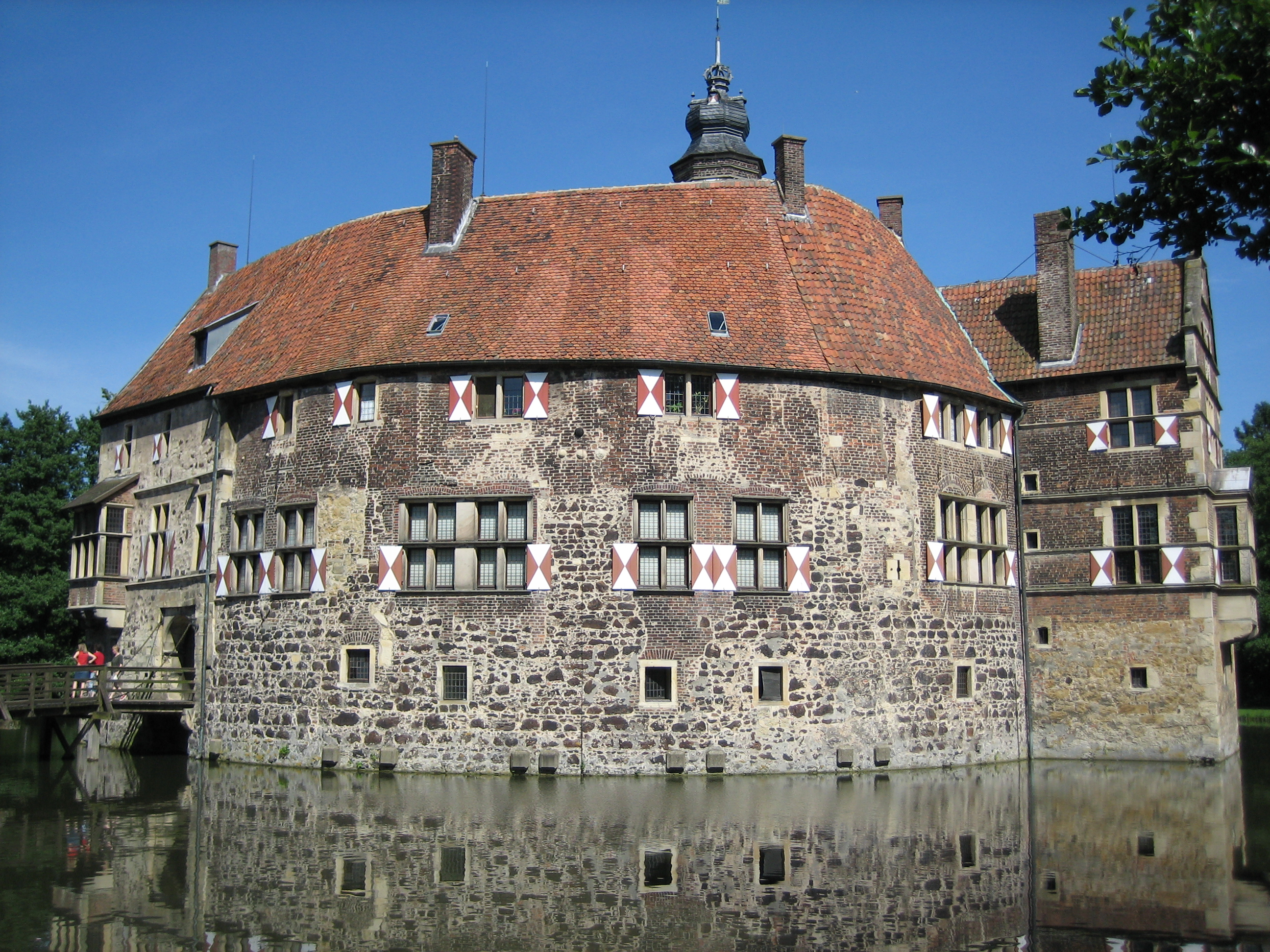
Burg Vischering

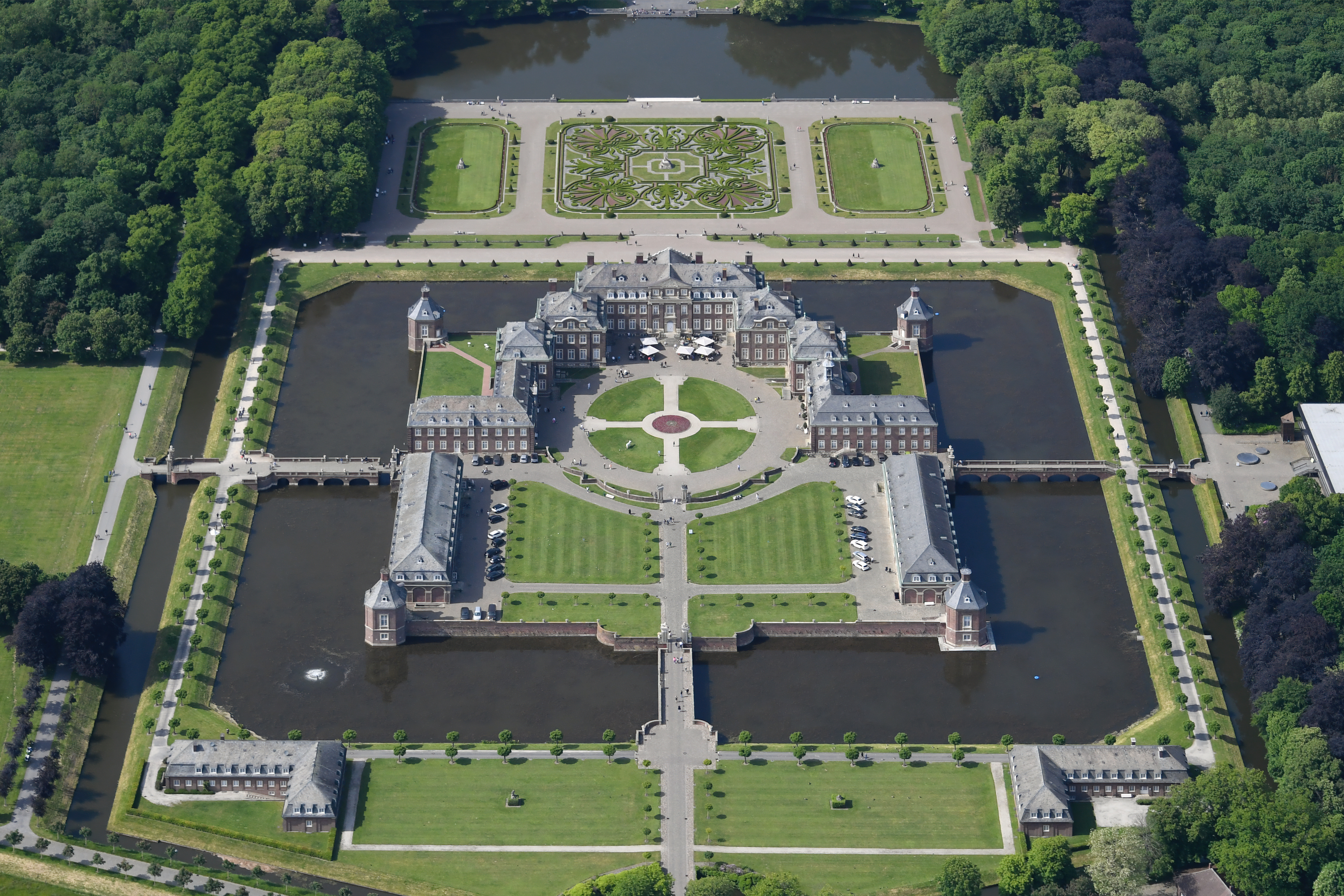
Schloss Nordkirchen, das „Westfälische Versailles“

Im Münsterland finden sich viele Schlösser und Burgen, wobei gerade die Wasserburgen typisch für die vergleichsweise flache Landschaft sind. Alle bedeutenden Burgen, Schlösser und ehemaligen Adelssitze können mit dem Fahrrad auf der sogenannten 100-Schlösser-Route erkundet werden.
Zu den schönsten und bedeutendsten Gebäuden gehören:
- Schloss Ahaus
- Burg Anholt in Isselburg-Anholt
- Kloster Bentlage in Rheine
- Schloss Buldern in Buldern (Stadt Dülmen), Heimat des als „Toller Bomberg“ bekannten Barons Gisbert von Romberg II.
- Schloss Burgsteinfurt in Steinfurt
- Konzertgalerie im Bagno in Steinfurt
- Schloss Cappenberg, Höhenburg, ehemals im Besitz des Heinrich Friedrich Karl vom Stein, früher Kloster mit romanischer Klosterkirche (Barbarossa-Büste), in Selm-Cappenberg
- Schloss Crassenstein in Wadersloh-Diestedde
- Schloss Darfeld
- Schloss Diepenbrock in Bocholt-Barlo
- Drostenhof zu Wolbeck
- Erbdrostenhof in Münster (Johann Conrad Schlaun)
- Schloss Ermelinghof in Bockum-Hövel
- Der Falkenhof, die Keimzelle Rheines
- Burg Gemen in Borken
- Schloss Harkotten bei Sassenberg
- Schloss Heessen in Heessen
- Burg Hülshoff in Havixbeck
- Haus Itlingen in Ascheberg-Herbern (Johann Conrad Schlaun)
- Schloss Lembeck bei Dorsten-Lembeck
- Schloss Westerholt in Freckenhorst
- Schloss Loburg in Ostbevern
- Haus Marck in Tecklenburg
- Schloss Möhler bei Herzebrock
- Fürstbischöfliches Schloss in Münster (Johann Conrad Schlaun)
- Schloss Nordkirchen (Johann Conrad Schlaun)
- Historischer Ortskern Nottuln (Johann Conrad Schlaun)
- Schloss Oberwerries in Heessen
- Burg Ramsdorf, heutiges Museum in Ramsdorf
- Schloss Raesfeld, Erbauer war der sogenannte Westfälische Wallenstein
- Haus Rüschhaus (Johann Conrad Schlaun)
- Schloss Sandfort in Olfen
- Haus Steinfurt in Drensteinfurt (Barockschloss)
- Burg Stromberg in Oelde-Stromberg, Höhenburg an den Ausläufern der Beckumer Berge
- Schloss Varlar bei Coesfeld
- Schloss Velen in Velen
- Haus Venne in Drensteinfurt-Mersch (mit barocker Schlosskapelle)
- Burg Vischering in Lüdinghausen
- Schloss Westerwinkel in Ascheberg-Herbern
- Haus Welbergen in Ochtrup-Welbergen

### Kirchen
Münster und das Münsterland sind aus historischen Gründen stark katholisch geprägt. Wenngleich infolge des Krieges viele alte Kirchengebäude zerstört und durch Neubauten ersetzt wurden, hat die Region weiterhin eine Vielzahl an architektonisch bedeutsamen Kirchen zu bieten.
Die interessantesten Kirchen in Münster und dem Münsterland sind:
| Bild                                          | Kirche                         | Ort                 | Beschreibung |
| --------------------------------------------- | ------------------------------ | ------------------- | --- |
| Westportal des St.-Paulus-Doms                | St.-Paulus-Dom                 | Münster             | Der St.-Paulus-Dom ist der bedeutendste Kirchenbau in Münster (Westfalen) und eines der Wahrzeichen der Stadt. Seit der Gründung des Bistums durch den Hl. Liudger im Jahr 805 ist hier das Zentrum des Bistums Münster. |
| Clemenskirche in Münster                      | Clemenskirche                  | Münster             | Barocke Kuppelkirche nach Plänen von Johann Conrad Schlaun |
| Lambertikirche vom Prinzipalmarkt aus gesehen | St. Lamberti                   | Münster             | Spätgotische Hallenkirche von 1375. Am Turm sind Körbe der „Wiedertäufer“ befestigt. |
| St.-Mauritz-Kirche                            | St. Mauritz                    | Münster             | Kirche des bedeutendsten Kollegiatstifts in Münster von 1064. Säkularisiert 1811. |
| St. Johannes Baptist in Altenberge            | St. Johannes Baptist           | Altenberge          | |
|                                               | St. Margareta (Asbeck)         | Asbeck              | Die Asbecker Stiftskirche zeigt deutlich zwei unterschiedliche Bauabschnitte. Das zweijochige einschiffige Langhaus des auf kreuzförmigem Grundriss errichteten Bauwerkes ist der ältere und stammt aus dem 12. Jahrhundert. |
| St. Lambertus in Ascheberg                    | St. Lambertus                  | Ascheberg           | |
| St. Pankratius in Anholt                      | St. Pankratius                 | Anholt              | |
| St. Ludgerus in Billerbeck                    | St. Ludgerus                   | Billerbeck          | Neugotische Wallfahrtskirche am Sterbeort des Hl. Liudger, des 1. Bischofs von Münster, erbaut auf den romanischen Grundmauern des Vorgängerbaus. |
| Johanneskirche in Billerbeck                  | St.-Johannis-Kirche            | Billerbeck          | |
| St. Georg in Bocholt                          | St.-Georg-Kirche               | Bocholt             | spätgotischer Hallenbau |
| St. Remigius                                  | St. Remigius                   | Borken              | Propsteikirche |
| St. Marien                                    | St. Marien                     | Borken-Burlo        | St. Marien ist die Kirche des Oblatenklosters Mariengarden in Burlo. |
| Marktplatz mit Lambertikirche                 | St. Lamberti                   | Coesfeld            | Besondere Bedeutung aufgrund des Coesfelder Kreuzes. |
| St. Jakobi Coesfeld                           | St. Jakobi                     | Coesfeld            | Die 1945 total zerstörte alte Kirche war im Mittelalter Anlaufpunkt der Pilger auf dem Jakobsweg nach Santiago de Compostela. |
| St. Georg in Ameke                            | St. Georg                      | Drensteinfurt-Ameke | |
| Pfarrkirche St. Regina im Ortszentrum         | St. Regina                     | Drensteinfurt       | Klassizistische Kirche mit seltener Kassettendecke |
| Heilig-Kreuz-Kirche in Dülmen                 | Heilig-Kreuz-Kirche            | Dülmen              | Grabeskirche der seligen Mystikerin Anna Katharina Emmerick |
| St. Agatha im Epe                             | St. Agatha                     | Epe                 | |
| St. Bonifatius in Freckenhorst                | St. Bonifatius                 | Freckenhorst        | Stiftskirche eines ehemaligen freiweltlichen Damenstifts, erbaut im 11. Jahrhundert und später ergänzt. |
| St. Anna in Haltern am See                    | St. Anna                       | Haltern am See      | Bereits 1378 erwähnte Kirche und Kapelle, heute Wallfahrtsort |
| St.-Sixtus-Kirche in Haltern am See           | St. Sixtus                     | Haltern am See      | Bedeutendstes Ausstattungsstück von St. Sixtus ist das Halterner Kreuz, ein Gabelkreuz aus Eichenholz mit ausdrucksvoller Christusfigur, das um 1330/40 entstanden sein dürfte und seit Jahrhunderten Ziel von Wallfahrten ist. Die Legende erzählt, dass es einst in der Lippe, gegen den Strom schwimmend, aufgefunden wurde.         |
| St. Felizitas in Lüdinghausen                 | St. Felizitas                  | Lüdinghausen        | |
| Kloster Marienfeld                            | Unbefleckte Empfängnis Mariens | Marienfeld          | Die ehemalige Klosterkirche des 1185 gegründeten Zisterzienserklosters Marienfeld ist die erste Ziegelsteinkirche in Westfalen. Das Kloster gehörte zu den reichsten in Westfalen, was sich auch an den noch erhaltenen Gebäuden am Klosterhof festmachen lässt.                                                                        |
| Alte Kirche in Mesum                          | Alte Kirche                    | Mesum               | Die um 1350 erbaute Kirche ist das älteste erhaltene Bauwerk der Stadt Rheine. |
| St. Anna in Neuenkirchen                      | St. Anna                       | Neuenkirchen        | Die kath. St.-Anna-Kirche ist das alles überragende Wahrzeichen der Gemeinde Neuenkirchen. Die Gründung der Pfarrei führte zur Namensgebung für den Ort. |
| St. Martinus in Nottuln                       | St. Martinus                   | Nottuln             | Die Pfarrkirche und ehemalige Stiftskirche St. Martinus in Nottuln gilt neben St. Lamberti in Münster als die bedeutendste und schönste spätgotische Hallenkirche Westfalens. Sie bildete den Mittelpunkt des 1811 aufgelösten freiweltlichen-adligen Frauenstiftes Nottuln. Die Kirche trägt das Patrozinium des hl. Martin von Tours. |
| alte Kirche St. Dionysius in Welbergen        | Alte Kirche                    | Ochtrup-Welbergen   | Eine der ältesten erhaltenen Pfarrkirchen des Münsterlandes. Die ältesten Teile der Pfarrkirche St. Dionysius stammen aus dem frühen 12. Jahrhundert und somit aus der Zeit der Romanik. |
| St. Antonius.                                 | St. Antonius                   | Rheine              | Erbaut 1899 bis 1905 im Stil eines romanischen Kaiserdoms. Mit einer Höhe von 102,5 Metern ist der Turm der höchste Kirchturm im Münsterland. |
| Stadtkirche St. Dionysius in Rheine           | St. Dionysius                  | Rheine              | Die kath. Dionysiuskirche wird auch Stadtkirche genannt. Es ist eine spätgotische Hallenkirche aus der Zeit von etwa 1400 bis 1520. |
| St. Brictius in Schöppingen                   | St. Brictius                   | Schöppingen         | |
| Friedenskirche in Selm                        | Friedenskirche                 | Selm                | Ehemalige Dorfkirche mit Westturm aus dem 11. Jahrhundert. Zwischenzeitlich als Jugendheim und Lagerhalle baufällig geworden, wurde die Kirche restauriert und 1965 Grabstätte eines unbekannten Soldaten. So wurde auch der Name Friedenskirche gefestigt.                                                                             |
| Hilgenbergkapelle in Stadtlohn                | Hilgenbergkapelle              | Stadtlohn           | |
| St. Otger in Stadtlohn                        | St. Otger                      | Stadtlohn           | |
| Große Kirche in Burgsteinfurt                 | Große Kirche                   | Steinfurt           | Romanische, ursprünglich katholische, Kirche mit hölzernem Tonnengewölbe sowie einem Lettner. Heute Hauptkirche der örtlichen evangelischen Kirchengemeinde. |
| Nikomedes Borghorst                           | St. Nikomedes                  | Steinfurt           | |
| Hl. Kreuzkirche in Oelde-Stromberg            | Hl. Kreuz                      | Oelde-Stromberg     | |
| Marienkapelle in Telgte                       | Marienkapelle in Telgte        | Telgte              | |
| Stiftskirche St. Felizitas in Vreden          | St. Felizitas                  | Vreden              | Der älteste Teil der ehemaligen Stiftskirche stammt aus dem 11. Jahrhundert, der eigentliche Kirchenbau aus dem 12. Jahrhundert. Die Kirche ist der Hl. Felizitas geweiht, deren Reliquien im Jahre 839 nach Vreden übertragen wurden.                                                                                                  |
| St. Franziskus in Vreden-Zwillbrock           | St. Franziskus                 | Vreden-Zwillbrock   | |
| St. Christophorus                             | St. Christophorus              | Werne               | St. Christophorus, früher St. Johannes Baptist, ist eine katholische Pfarrkirche in Werne an der Lippe, deren Chor und Schiff das Bild der Werner Altstadt prägen. |

### Museen
Interessante Museen gibt es in:
- Ahlen: Kunstmuseum Ahlen, Museum im Goldschmiedehaus
- Altenberge: historischer Eiskeller (unterirdisches Gewölbesystem, ehemaliger Eiskeller einer Brauerei), Schlepper und Treckermuseum
- Asbeck (Münsterland): Stiftsmuseum
- Beckum: Zementmuseum zur Geschichte des Beckumer Zementreviers
- Bevergern: Heimathaus, Ackerbürgerhaus mit eng aneinander liegenden Fachwerkhäusern des 18. Jahrhunderts
- Billerbeck: Kolvenburg
- Bocholt: Textilmuseum, Stadtmuseum Bocholt, Handwerksmuseum, Turmuhrenmuseum, Schulmuseum St. Georg
- Coesfeld-Lette: Eisenbahnmuseum, Glasmuseum und Glasdepot
- Emsdetten: Galerie Münsterland, Wannenmacher-Museum
- Gescher: Westfälisches Glockenmuseum, Westfälisch-Niederländisches Imkereimuseum
- Greven: Sachsenhof
- Gronau: Rock- und Popmuseum
- Haltern am See: Westfälisches Römermuseum
- Havixbeck: Baumberger Sandsteinmuseum, Droste-Museum, Burg Hülshoff, Rundfunkmuseum Holtstiege
- Hörstel: DA, Kunsthaus Kloster Gravenhorst
- Ibbenbüren: Motorradmuseum Ibbenbüren, Bergbaumuseum Ibbenbüren, Stadtmuseum „Haus Herold“
- Isselburg-Anholt: Museum Wasserburg Anholt
- Lüdinghausen: Münsterlandmuseum in der Burg Vischering
- Marienfeld: Heimatmuseum Marienfeld
- Metelen: Eisenbahnmuseum Metelen Land
- Mettingen: Schulmuseum, Postmuseum
- Münster: diverse, siehe: Münster-Museen
- Ochtrup: Töpfermuseum
- Oelde: Museum für Westfälische Literatur Haus Nottbeck, Klipp-Klapp-Kindermuseum, Deutsches Zentrifugenmuseum, Georg-Lechner-Biermuseum
- Ostbevern-Brock: Museum für historische Waschtechnik
- Rheine: Kloster/Schloss Bentlage; Falkenhof; Märchenmuseeum
- Riesenbeck: Landmaschinenmuseum
- Selm: Schloss Cappenberg (s. a. Schlösser und Burgen): Westfälisches Landesmuseum für Kunst und Kulturgeschichte
- Sendenhorst: Kutschenmuseum
- Steinfurt: Heimathaus im ehemaligen Borghorster Rathaus, Heinrich-Neuy-Bauhaus-Museum
- Tecklenburg: Puppenmuseum (mit Ausstellung einer Modelleisenbahnanlage Spur N)
- Telgte: Kornbrennereimuseum, RELíGIO – Westfälisches Museum für religiöse Kultur
- Vreden: kult Westmünsterland, ehemals Hamaland-Museum (Kreismuseum des Kreises Borken mit Bauernhaus-Museum), Scherenschnitt-Museum
- Wadersloh: Abtei Liesborn
- Werne: Karl-Pollender-Stadtmuseum mit Ausstellung einer Kasel aus dem 13./14. Jahrhundert

### Skulptur Biennale Münsterland und Skulptur.Projekte
Der Reihe dieser Skulpturbiennale geht auf eine gemeinsame Initiative der vier münsterländer Kreise Borken, Coesfeld, Steinfurt und Warendorf und dem Kulturbüro Münsterland zurück. Gestartet wurde die Reihe 1999, im Jahre 2005 war der Kreis Borken Standort und Ausrichter der Skulptur Biennale Münsterland. Eine Sammlung der noch bestehenden Werke findet man im „Skulpturenführer Münsterland“.
Die im Rahmen der Biennale ausgestellten Kunstwerke verteilten sich über den gesamten Kreis und verblieben dort teilweise dauerhaft. Besonders eindrucksvoll ist die Installation eines Holz-Hubschraubers im Vredener Stadtpark, dessen Rotorblätter von der nahegelegenen Wassermühle des Hamaland-Museums angetrieben werden.
In der Stadt Münster findet seit 1977 alle zehn Jahre die internationale Skulpturenausstellung Skulptur.Projekte statt.

### Theater
In Münster gibt es:
- die Städtischen Bühnen mit Großem (Oper, Schauspiel) und Kleinem Haus (Kammerspiel, Kinder- und Jugendtheater)
- das Wolfgang Borchert Theater (landesweit die älteste Privatbühne. Auf dem Programm stehen Uraufführungen, modernes Theater, ausgefallene Inszenierungen)
- das Theater im Pumpenhaus (wechselnde Inszenierungen, Tanztheater)
- Freuynde + Gaesdte (freies Theaterensemble, überwiegend Dokumentarstücke. Die Aufführungen finden immer an ungewöhnlichen Orten statt, etwa in einer Kneipe, einem Park, auf einem Baum etc.)
- den Kleinen Bühnenboden
- Boulevard Münster (privat geführtes Boulevard-Theater)

In Coesfeld betreibt seit April 2007 die Ernsting Stiftung des Unternehmerpaares Ernsting das von ihr erbaute Konzert Theater Coesfeld.
In Bocholt gibt es im Rathaus das Stadttheater mit unterschiedlichen Veranstaltungen. Zudem bietet die Kleinkunstbühne „Pepperoni“ Kabarett, Comedy und verleiht den Kleinkunstpreis des Landes Nordrhein-Westfalen, die „Bocholter Pepperoni“.
In Ibbenbüren stehen das Bürgerhaus, die Schauburg, die Alte Sparkasse, das Gemeindehaus Blickpunkt sowie der Kulturspeicher Dörenthe für verschiedene Aufführungen zur Verfügung. Angeboten werden neben Programmreihen aus den Bereichen Theater, Kabarett, Kleinkunst, Kammerkonzerte und Kinderkultur auch Konzerte aus den Bereichen Jazz, Blues und Weltmusik (Kulturspeicher Dörenthe).

### Freilichtbühnen
Das Münsterland hat gleich mehrere Freilichtbühnen:
- Freilichtspiele Tecklenburg (Deutschlands größtes Freilicht-Musiktheater)
- Greven-Reckenfeld
- Freilichtbühne Billerbeck
- Oelde-Stromberg (Burgbühne)
- Werne
- Freilichtbühne Coesfeld
- Waldbühne Heessen in Heessen

## Sport

### Fußball
Fußball erfreut sich im Münsterland großer Beliebtheit. Der bundesweit größte Breitensport ist in der gesamten Region vertreten. Das sportliche Aushängeschild der Region ist der Zweitligist und Münsteraner Traditionsverein Preußen Münster. Der Verein ist auch Gründungsmitglied der Fußball-Bundesliga.
Weitere nennenswerte Vereine sind Sportfreunde Lotte, FC Eintracht Rheine, SpVgg Vreden, 1. FC Gievenbeck und 1. FC Bocholt.

### Handball
Der TV Emsdetten spielt in der dritten 3. Liga der Männer und wurde 2022/23 Meister in der Staffel West.

### Basketball
Die WWU Baskets des UBC Münster spielen in der 2. Basketball Bundesliga Pro A.

### Volleyball
Der USC Münster spielt in der 1. Bundesliga der Frauen.

## Landschaften, Naturschutzgebiete und Naturdenkmale

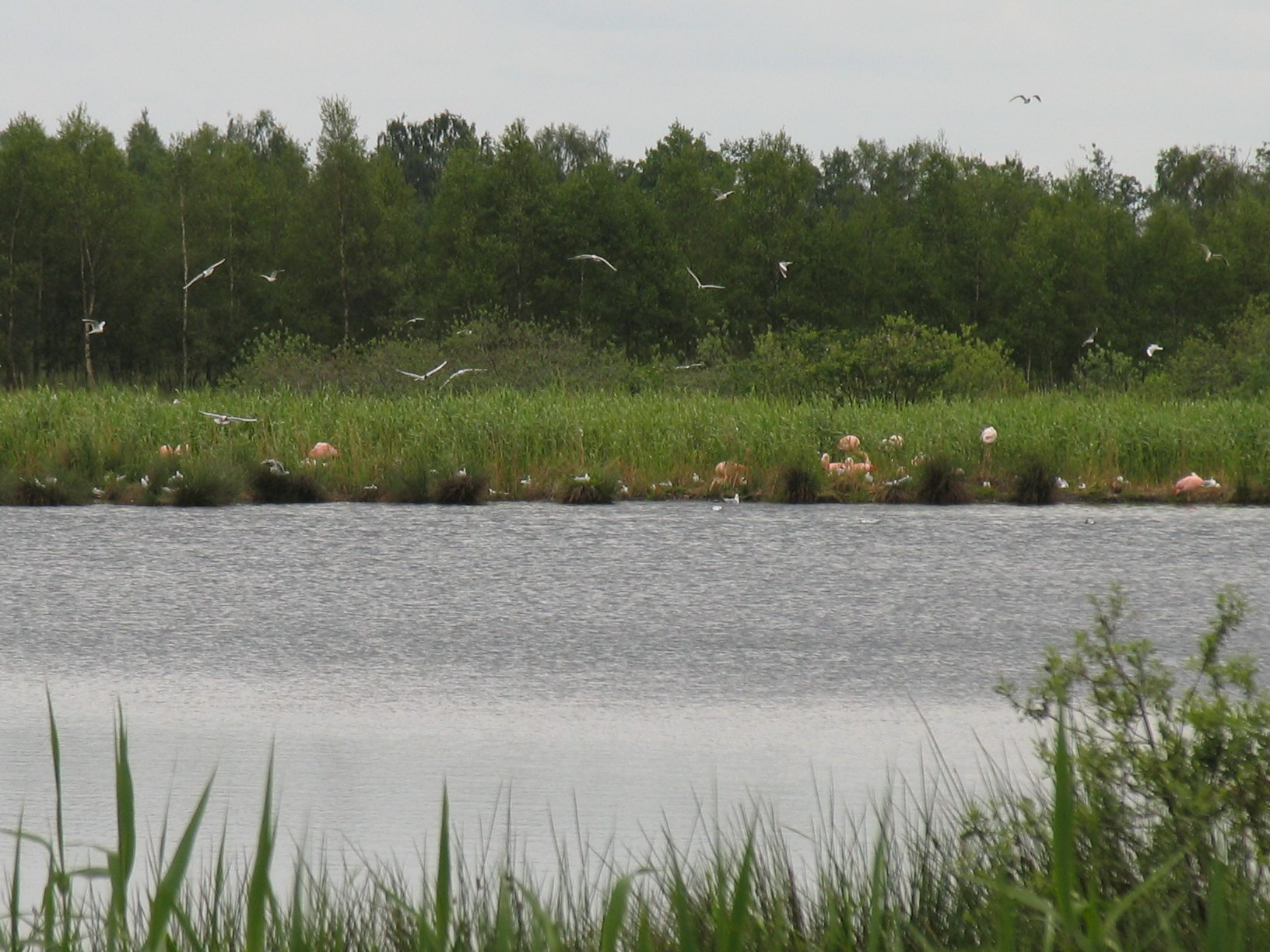
Die nördlichste Flamingokolonie der Welt im Zwillbrocker Venn

In den ländlich geprägten Räumen des Münsterlands finden sich verschiedene Natur- und Vogelschutzgebiete, in denen der ursprüngliche Charakter der Landschaft noch bewahrt ist.
- Emsaue – Sandfluss zwischen Beelen und Rheine
- Baumberge – Kuppen- und Plateau-Landschaft zwischen Coesfeld und Havixbeck
- Münsterländer Kiessandzug – glaziale Geländeform zwischen Ennigerloh, Münster und Salzbergen
- Rieselfelder Münster – am nördlichen Stadtrand von Münster zwischen Ems und Münsterscher Aa
- Zwillbrocker Venn – im Übergang zu den Niederlanden
- Amtsvenn – an der Grenze zu den Niederlanden
- Burlo-Vardingholter Venn und Entenschlatt – Moorgebiet an der Grenze zu den Niederlanden, zwischen den Städten Borken, Rhede und Winterswijk gelegen
- Fürstenkuhle und Kuhlenvenn, Moor- und Feuchtwiesengebiet bei Gescher-Hochmoor
- Naturpark Hohe Mark-Westmünsterland – im südwestlichen Münsterland im Übergang zu Ruhrgebiet und Niederrhein
- Davert – ausgedehntes Waldgebiet südlich von Münster
- Femeiche – Über 1000 Jahre alte Stieleiche in Erle
- Naturdenkmal Dörenther Klippen mit dem sagenumwobenen Felsen „Hockendes Weib“ in Ibbenbüren
- Olfen – Die Steveraue. Eine renaturierte Flusslandschaft mit Koniks und Heckrindern

## Persönlichkeiten, die mit dem Münsterland verbunden sind (Auswahl)
- Götz Alsmann
- Georg Bednorz
- Ludger Beerbaum
- Heinrich Brüning
- Annette von Droste-Hülshoff
- Marcus Ehning
- Christoph Bernhard von Galen
- Clemens August Graf von Galen
- Linus Gerdemann
- Felix „Fiffi“ Gerritzen
- Guido Maria Kretschmer
- Karl-Josef Laumann
- Udo Lindenberg
- Baumeisterfamilie Lipper: Clemens Lipper, Wilhelm Ferdinand Lipper
- Bernhard von Mallinckrodt
- Ambrosius von Oelde
- Johannes Oerding
- Thomas Oppermann
- Baumeisterfamilie Pictorius
- Franka Potente
- Johann Christoph Rincklake
- Johann Conrad Schlaun
- Schürmann Architekten (Münster)
- Bernhard Sökeland
- Jens Spahn
- Paul Spiegel
- Anton Matthias Sprickmann
- Rita Süssmuth
- Karl Wagenfeld
- Fabian Wegmann
- Augustin Wibbelt
- Josef Winckler
- Mickie Krause
- Reinhard Lettmann
- Titus Dittmann
- Hendrik Wüst

## Münsterland e. V.
Der Verein Münsterland e. V. mit Sitz in Greven (Kreis Steinfurt) wurde zwecks Imageförderung des Münsterlands nebst Umland gegründet. Mitglieder sind grundsätzlich die vier Münsterlandkreise und die Stadt Münster. In dem Verein können aber auch alle anderen Städte und Gemeinden Mitglied werden, die an das Münsterland angrenzen. So ist z. B. das niedersächsische Bad Bentheim, außerhalb des Münsterlandes gelegen, als angrenzende Stadt Mitglied. Das offizielle Logo von Münsterland e. V. kommt somit auch über das Münsterland hinaus als Werbeträger zum Einsatz und lässt nicht unmittelbar einen Rückschluss auf die Region zu. Zuletzt ist Münsterland e. V. aufgrund seiner als hoch empfundenen Verwaltungskosten im Rat der Stadt Münster in die Kritik geraten.